# Liga Nacional de Baloncesto de Escocia
La Scottish National League (National League), es la máxima competición de baloncesto de Escocia. Cuenta con 10 equipos.

## Equipos 2012-2013
| Equipo                             | Ciudad      |
| ---------------------------------- | ----------- |
| Boroughmuir Blaze                  | Edimburgo   |
| Falkirk Clark Eriksson Fury        | Falkirk     |
| Dunfermline Reign                  | Dunfermline |
| City of Edunburgh Kings            | Edimburgo   |
| Glasgow Rocks II                   | Glasgow     |
| Glasgow Storm                      | Glasgow     |
| Glasgow University                 | Glasgow     |
| St Mirren Reid Kerr College Saints | Paisley     |
| Stirling Knights                   | Stirling    |
| Troon Tornadoes                    | Troon       |

## Historial
| - 2002 Troon Tornadoes - 2004 Falkirk Clark Eriksson Fury - 2005 City of Edunburgh Kings - 2006 Troon Tornadoes - 2007 City of Edunburgh Kings - 2008 City of Edunburgh Kings - 2009 City of Edunburgh Kings - 2010 City of Edunburgh Kings - 2011 City of Edunburgh Kings - 2012 City of Edunburgh Kings |